# Saint-Médard (Gers)
 Saint-Médard  (en occitano Sent Mesard) es una población y comuna francesa, ubicada en la región de Mediodía-Pirineos, departamento de Gers, en el distrito de Mirande y cantón de Mirande.
Su población municipal en 2008 era de 338 habitantes.
Está integrada en la Communauté de communes Vals et Villages en Astarac.

## Geografía

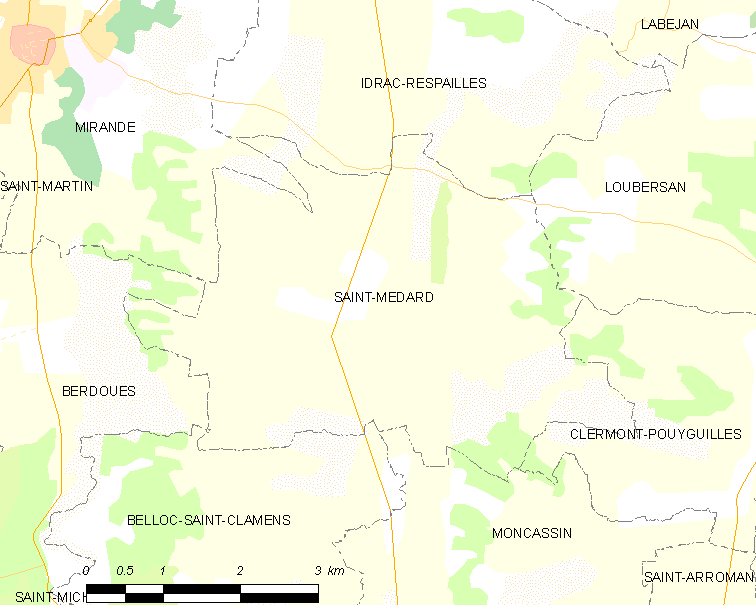
Situación de Saint-Médard

## Demografía
| 315 | 356 | 392 | 438 | 677 | lac. | 711 | 681 | 708 | 713 | 618 | 600 | 655 | 620 | 600 | 638 | 588 | 604 | 609 | 588 | 507 | 478 | 457 | 420 | 368 | 331 | 338 | 282 | 281 | 274 | 277 | 293 | 338 |
| Para los censos de 1962 a 1999 la población legal corresponde a la población sin duplicidades (Fuente: INSEE [Consultar]) |     |     |     |     |      |     |     |     |     |     |     |     |     |     |     |     |     |     |     |     |     |     |     |     |     |     |     |     |     |     |     |     |